# Нортвік-парк (станція метро)
51°34′43″ пн. ш. 0°19′07″ зх. д. / 51.578611° пн. ш. 0.318611° зх. д.
Нортвік-парк (англ. Northwick Park) — станція лінії Метрополітен Лондонського метро, розташована у 4-й тарифній зоні, у Кентоні, боро Брент, між станціями Престон-роуд та Герроу-он-те-гілл.  Пасажирообіг на 2017 рік — 4.52 млн. осіб..
На станції не зупиняються швидкі та напівшвидкі потяги.

## Історія
- 28 червня 1923 — відкриття станції у складі Metropolitan Railway (сьогоденна Лінія Метрополітен), як Нортвік-парк-енд-Кентон.
- 15 березня 1937 — станцію перейменовано на Нортвік-парк.

## Пересадки
- на автобуси оператора London Buses маршрутів: H9, H10, H18, H19.
- у кроковій досяжності знаходиться станція Кентон.

## Послуги
| Попередня станція | Лінія | Лінія                               | Лінія | Наступна станція  |
| ----------------- | ----- | ----------------------------------- | ----- | ----------------- |
| Престон-роуд      |       | Лондонське метро Лінія Метрополітен |       | Герроу-он-те-гілл |